# Maseczka kosmetyczna

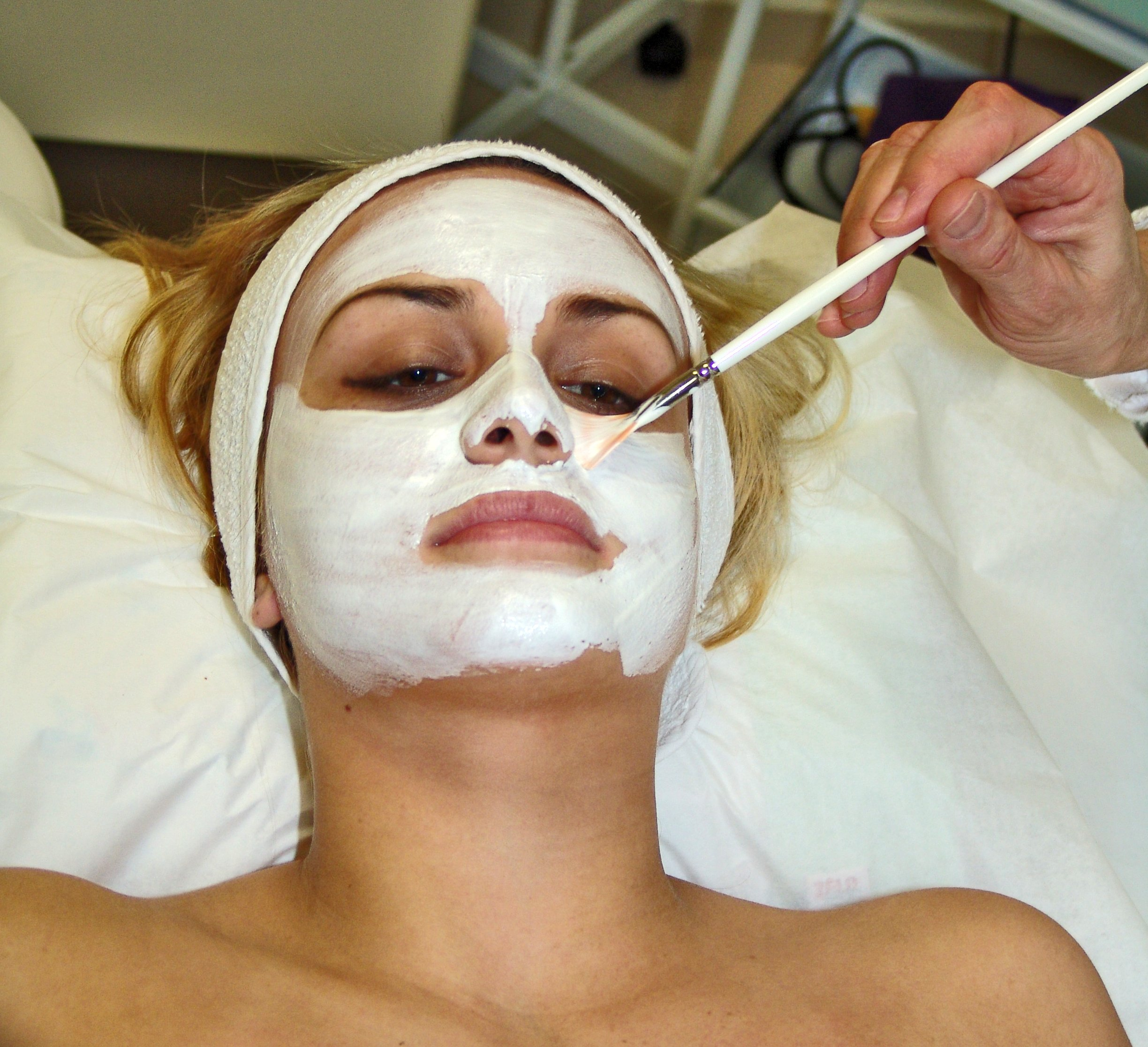
Kobieta z maseczką kosmetyczną

Maseczka kosmetyczna – zabieg stosowany na skórę twarzy w celu poprawienia jej kondycji – oczyszczenia, odżywienia, złagodzenia niekorzystnego wpływu środowiska, zniwelowania niepożądanych zmian (łojotok, rozszerzone naczynia krwionośne itp.) lub efektów starzenia się.
Na uprzednio umytą i osuszoną twarz nakłada się maseczkę, zazwyczaj w postaci pasty, papki lub kremu, a po upływie kilku do kilkunastu minut zmywa się lub ściera jej resztki (niektóre, zwłaszcza gotowe specyfiki wchłaniane są w dość znacznym stopniu przez skórę). Po oczyszczeniu skóry należy ją przetrzeć tonikiem, by przywrócić naturalne pH skóry.
W zależności od rodzaju cery, typu problemów skórnych lub oczekiwanego efektu, dobiera się właściwą maseczkę. Środki dostępne w sprzedaży są zwykle dokładnie opisane pod kątem przeznaczenia i działania; istnieje także wiele domowych sposobów robienia maseczek – np. okład z ubitej piany białka jaj działa ściągająco, z drożdży – odżywczo i wygładzająco, z płatków owsianych – oczyszczająco i hamująco na łojotok, z owoców (np. truskawek) witaminizująco i rozświetlająco, z surowych ogórków – wybielająco, z żelatyny – oczyszczająco i zwalczająco wągry. Stosując daną maseczkę należy mieć świadomość, że może ona działać alergizująco, należy więc najpierw wypróbować ją na małym fragmencie skóry i odczekać kilka godzin na ewentualną reakcję.